# Смука
Смука (словен. Smuka) — поселення в общині Кочев'є, регіон Південно-Східна Словенія, Словенія. Висота над рівнем моря: 476,8 м.